# Paul Capell, 11.º Conde de Essex
Frederick Paul de Vere Capell, 11.º Conde de Essex (nascido em 29 de maio de 1944) é o atual Conde de Essex. Ele sucedeu seu pai, Robert Capell, 10.º Conde de Essex, em 2005. 
Filho de Robert Capell e sua esposa Doris, Lord Essex começou sua vida como Frederick Paul de Vere Capell. Seu pai, um merceeiro de Lancashire, era primo distante do 9.º Conde de Essex. 
A carreira de Capell foi como professor. Ele foi vice-diretor da Marsh County Primary School de 1966 a 1978, brevemente diretor da Cockerham Parochial Church of England School, de 1979 a 1980, e finalmente vice-diretor e diretor interino da Skerton County Primary School em Lancashire de 1981 a 1995. 
Quando seu pai provou que era o herdeiro do condado em 1989, Paul Capell recebeu o título de cortesia de Visconde Malden. No entanto, poucas pessoas na sua escola primária sabiam disso e, quando herdou o condado em 2005, o The Daily Telegraph observou que o novo conde de Essex era "muito humilde". 
Essex é solteiro aos 80 anos de idade. Se ele morrer sem um filho legítimo, o condado passará para William Jennings Capell, seu primo em quarto grau,  cujo pai, Bladen Horace, era um forte pretendente ao condado, antes que o 10.º conde provasse sua melhor reivindicação.

## Títulos abreviados
- Paul de Vere Capell, Esq (desde o nascimento; de jure até 1981; de facto até 1989)
- Visconde Malden ( de jure desde 1981, de facto desde 1989, até 5 de junho de 2005)
- O Muito Honorável Conde de Essex (desde 5 de junho de 2005)